# Oberek

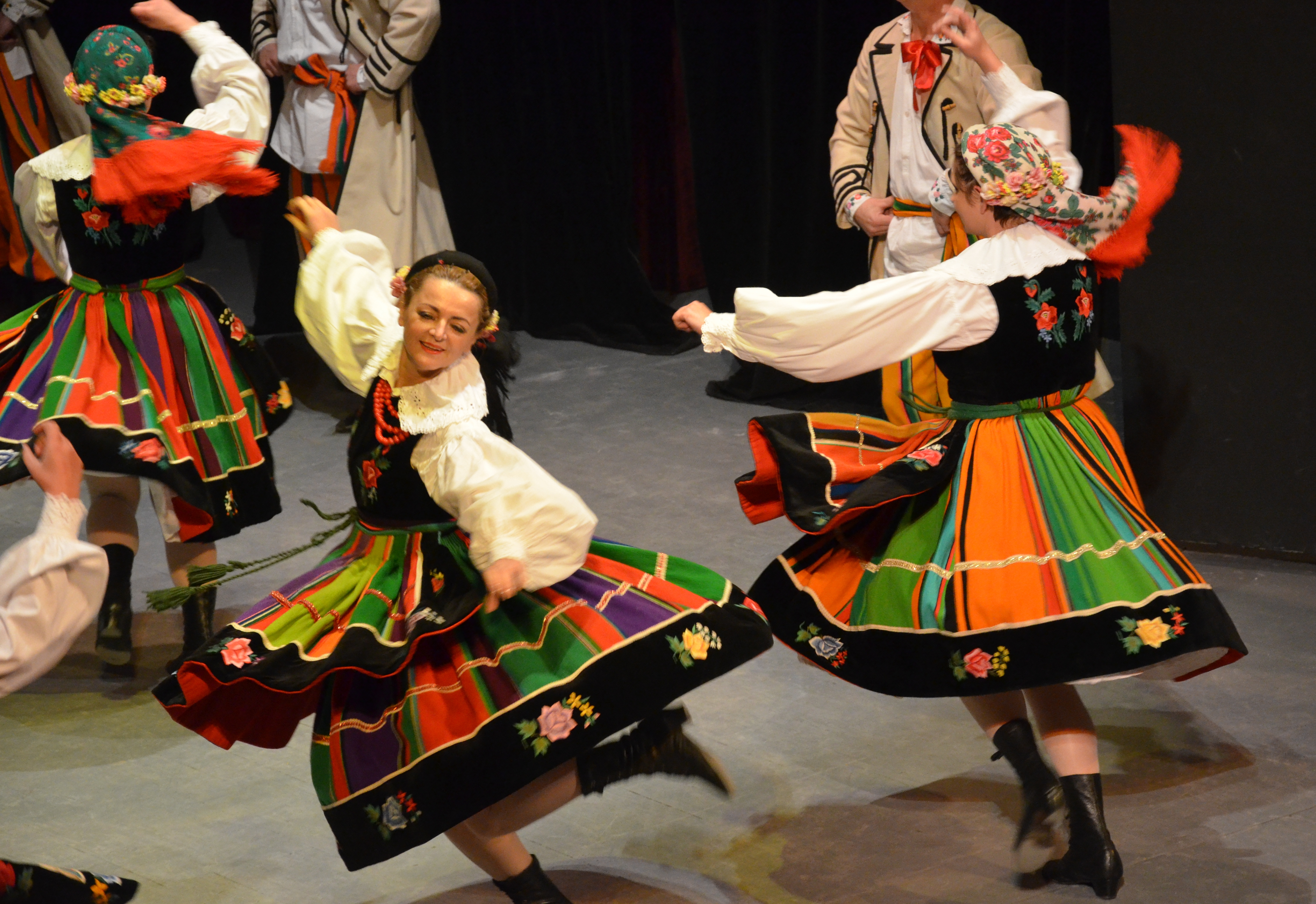
"Oberek" (2015)

De Oberek is een traditionele dans uit Polen. De dans wordt wel omschreven als een van de meest levendige dansen van de vijf nationale dansen uit Polen (mazur, polonez, kujawiak en krakowiak). De oberek is ontstaan in de dorpen van Mazovië, een wojewodschap of provincie in het midden van Polen. De dans wordt meestal gedanst in paren op een driekwartsmaat. De naam oberek komt van het werkwoord obracać się, draaien. Dat is de belangrijkste beweging in dans, de dansers draaien en spinnen rond de dansruimte, daarbij gebruikmakend van de typerende oberekpas, een driepas die ongelijkmatig over de maat verdeed is.
De oberek wordt nu in heel Polen gedanst door diverse volksdansensembles zoals Mazowsze en Śląsk. Zij dansen een voor het toneel bewerkte choreografie van de oberek. 
De oberek was ook een inspiratiebron voor diverse Poolse componisten zoals Oskar Kolberg en Henryk Wieniawski. Maar bij westerse componisten was de oberek geen bekende naam. Enkele snelle mazurka's van Chopin worden wel beschouwd als een oberek.